# Donjon de Montignac-Charente
Du château de Montignac, situé dans la commune de Montignac-Charente, en Charente, ne subsiste que le donjon sous lequel se développe un souterrain aménagé.
Il est bâti sur une terrasse dominant la Charente.

## Historique
Montignac est situé au carrefour de deux voies romaines importantes: la voie d'Agrippa de Saintes à Lyon à l'endroit où elle franchit la Charente, et la via Chaussada de Périgueux à Poitiers.
Il existait déjà un camp retranché à Montignac au IXe siècle, au moment des invasions normandes. Il marquait aussi le début d'un retranchement construit à cette époque par les comtes d'Angoulême pour se protéger des invasions normandes appelé encore aujourd'hui Fossé au Comte et qui s'étend jusqu'à Vibrac, s'étendant ainsi de la Charente en amont d'Angoulême à la Charente en aval.
Les fortifications du château ont été bâties et rebâties plusieurs fois au cours des XIIe et XIIIe siècles. C'était alors une châtellenie rendant hommage à l'évêque d'Angoulême.
L'appartenance n'est pas tranchée entre les vicomtes de Marcillac et les Taillefer avant 1028, date à laquelle le comte d'Angoulême Guillaume II s'en rend maître puis obtient de l'évêque d'Angoulême le fief et le droit d'y construire un château, avec les pierres du castrum d'Andone.
Au XIIe siècle il est disputé entre Gérard de Blaye, commandant la place, aidé de seigneurs de Saintonge et du Poitou et Vulgrin II d'Angoulême qui, soutenu par le duc d'Aquitaine réussit à le reprendre. En 1140 il construit le donjon carré et l'enceinte. Les tours rondes datent du XIIIe siècle.
Montignac passe aux Lusignan en 1220, lorsque Hugues X de Lusignan hérite de sa femme Isabelle Taillefer. En 1243, il lègue le château à son fils, Guillaume de Valence, comte de Pembroke.
En 1350, il était la propriété de Pierre II d'Amboise, vicomte de Thouars.
Puis le château est acheté par les La Rochefoucauld le 13 janvier 1399.
Montignac est érigé en baronnie au XVe siècle et conservé par les La Rochefoucauld jusqu'à la Révolution.
Vers la fin du XVIIe siècle ils autorisent les habitants à adosser leurs maisons aux murailles de l'enceinte.
Les restes du château sont démantelés vers 1840.
La chapelle castrale dédiée à Sainte-Marie a été détruite entre 1940 et 1950,.

## Description

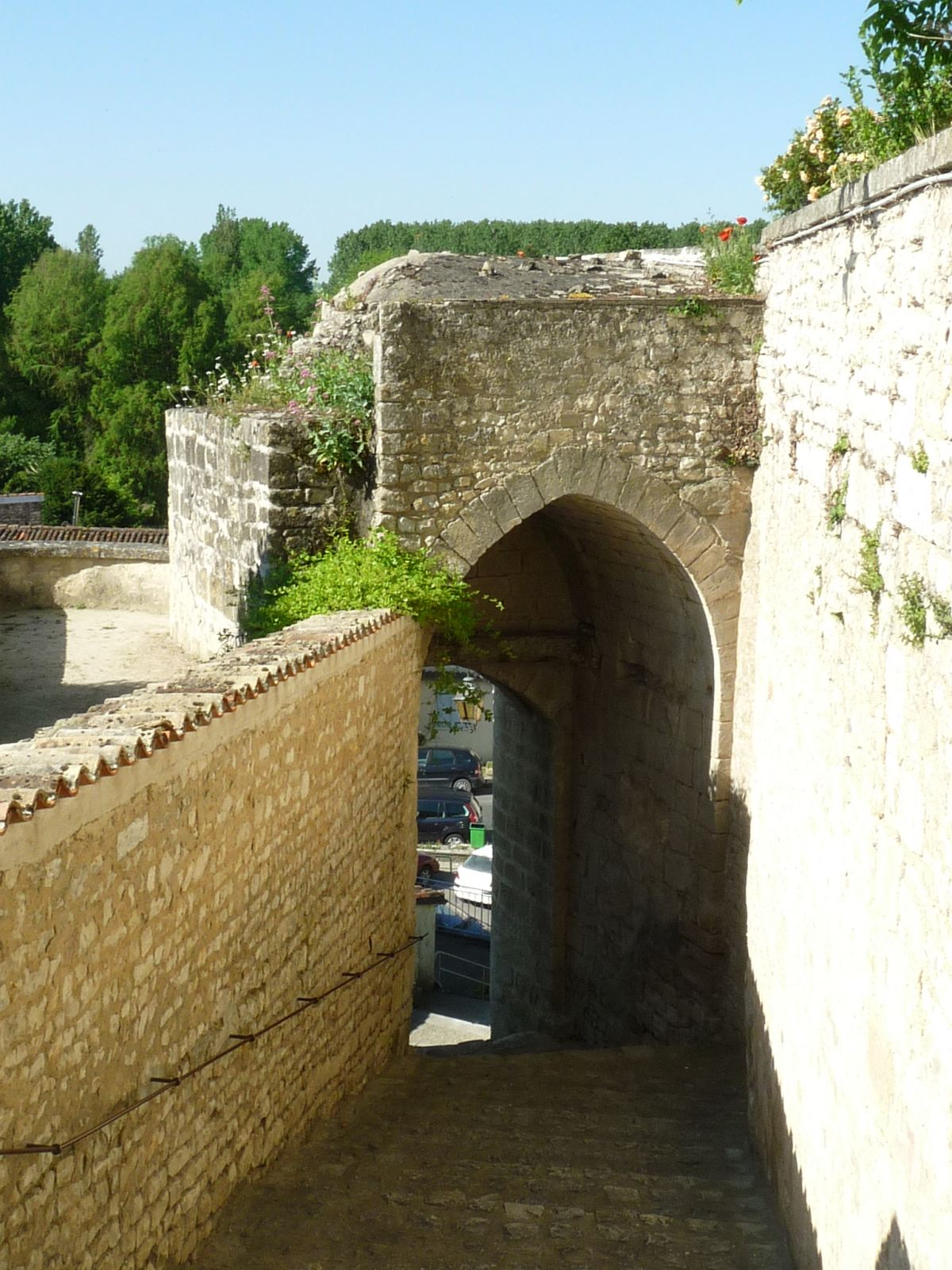
L'enceinte.

De l'enceinte, il reste la porte avec herse à deux tours rondes en haut d'un escarpement, la partie ouest de l'enceinte et une tour ronde.
L'actuel champ de foire correspond à la basse cour.
Une aquarelle du XIIIe siècle montre qu'il y avait en plus deux tours couvertes de poivrières.
Le prieuré saint Étienne qui datait de 1030 a été démoli en 1960, et ses pierres ont en partie servi à remonter le donjon. Celui-ci forme une masse imposante d'où la vue s'étend sur la vallée de la Charente.
Les vestiges ont été inscrits aux monuments historiques le 28 mai 1962.

Château de Montignac
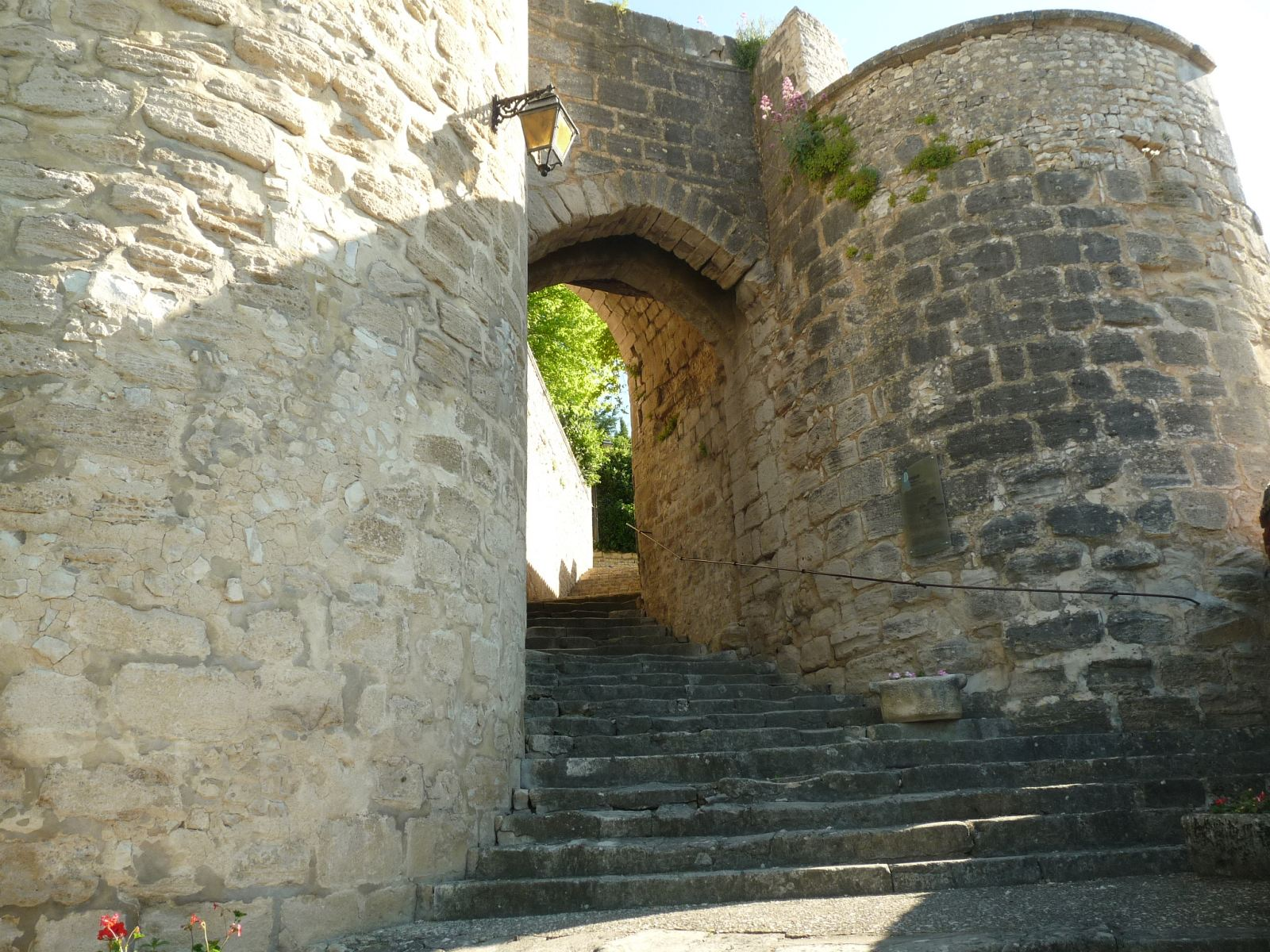
L'entrée fortifiée.
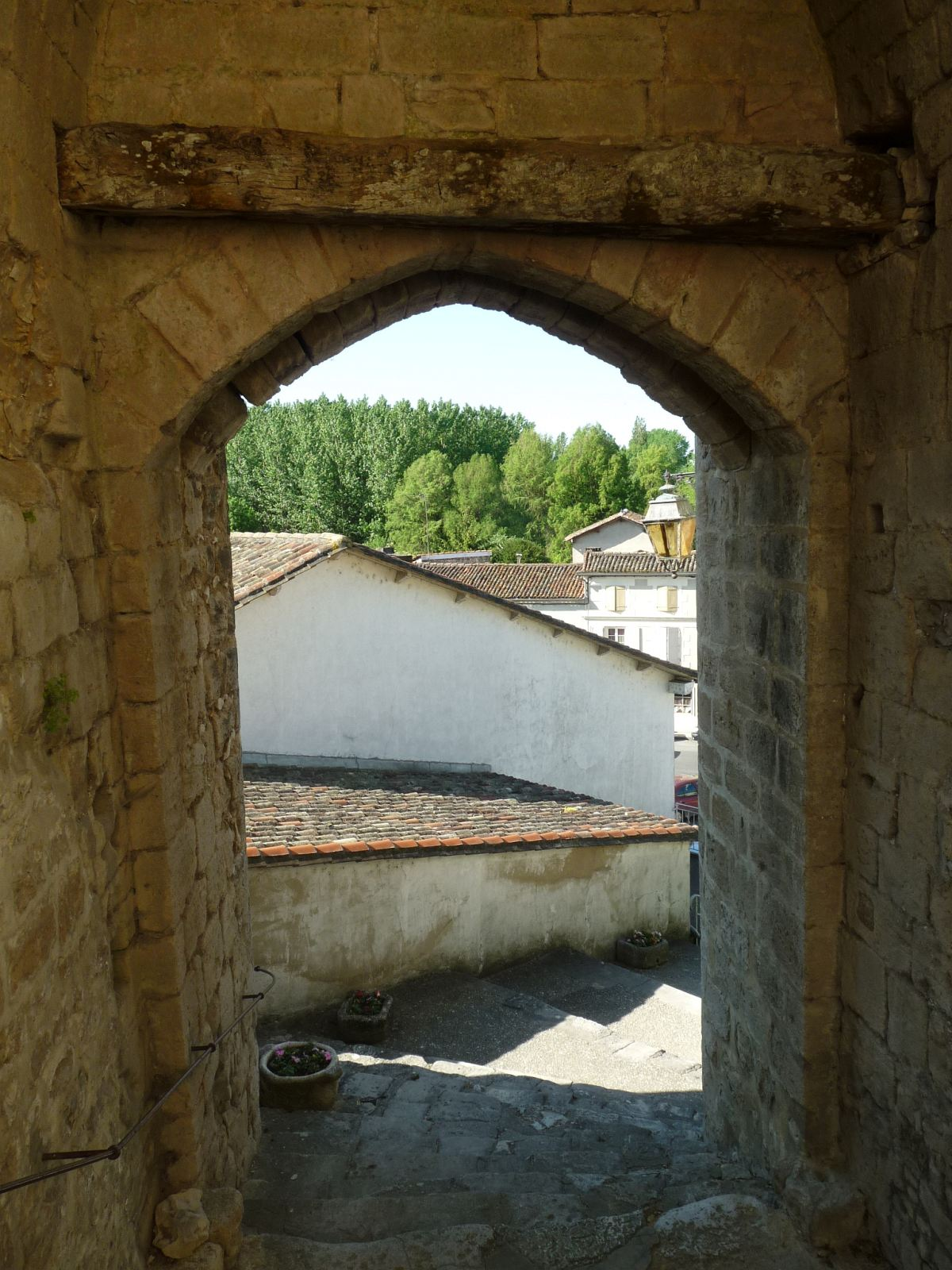
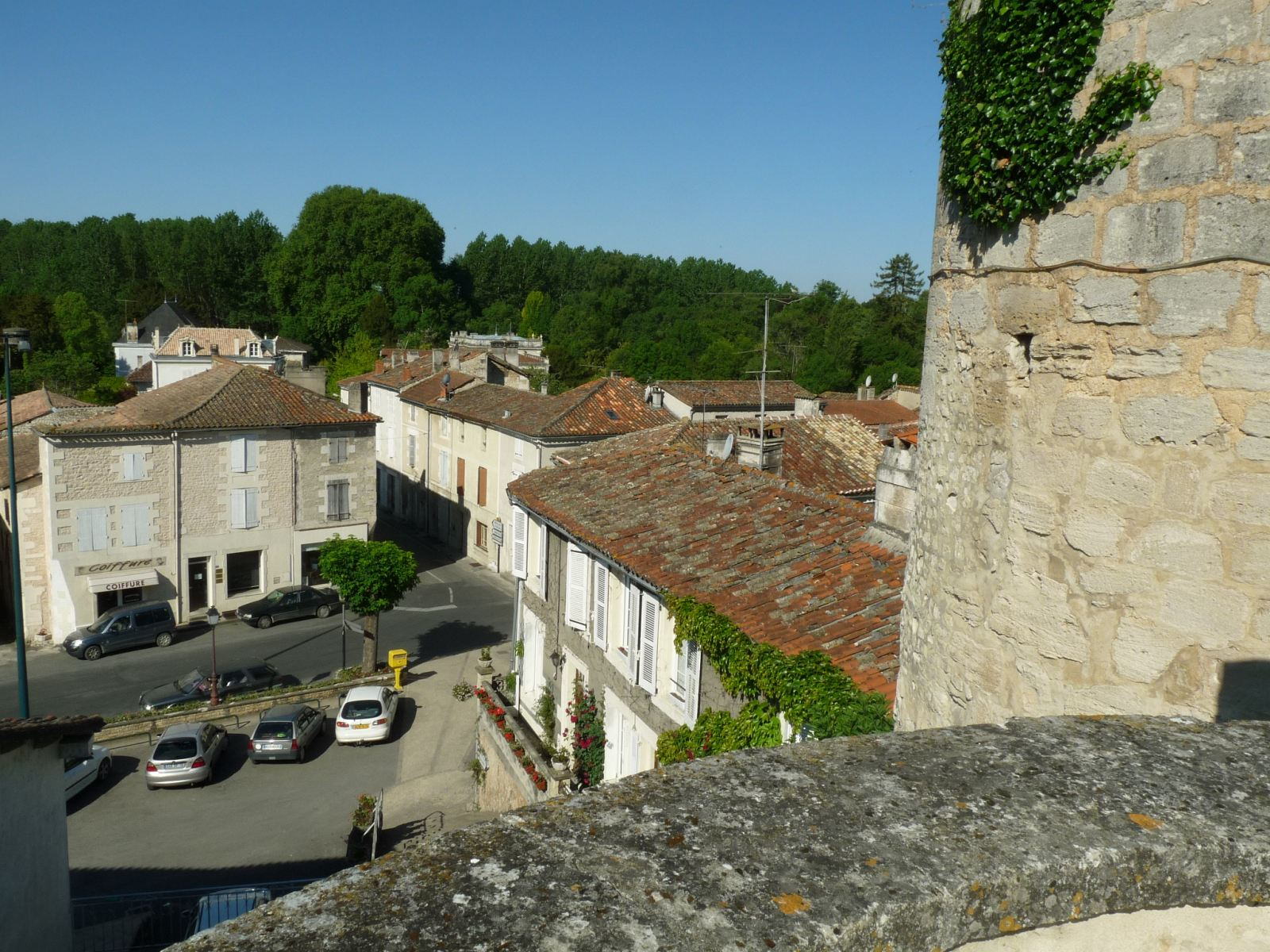
Vue sur le bourg.
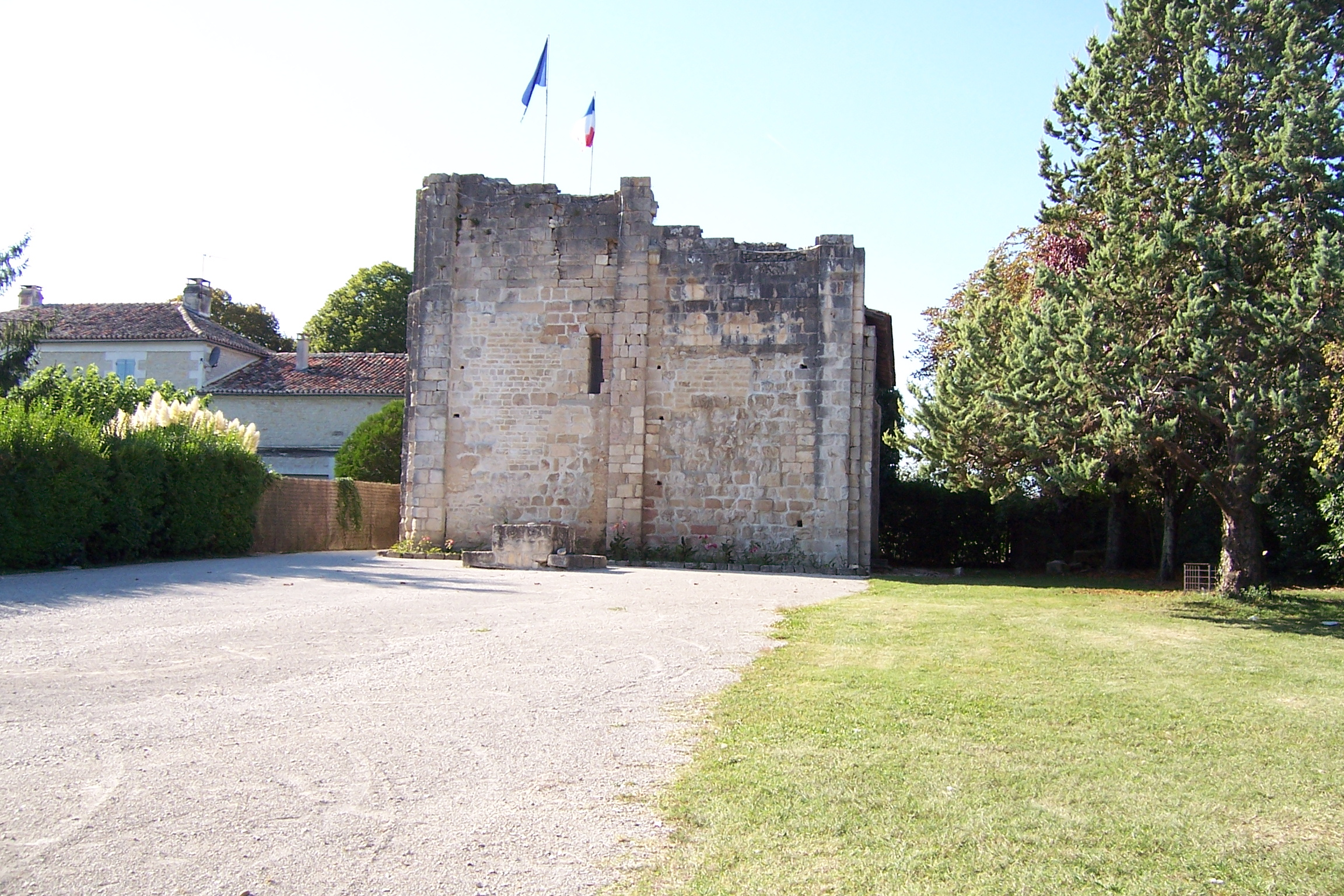
Le donjon vu du sud-est.
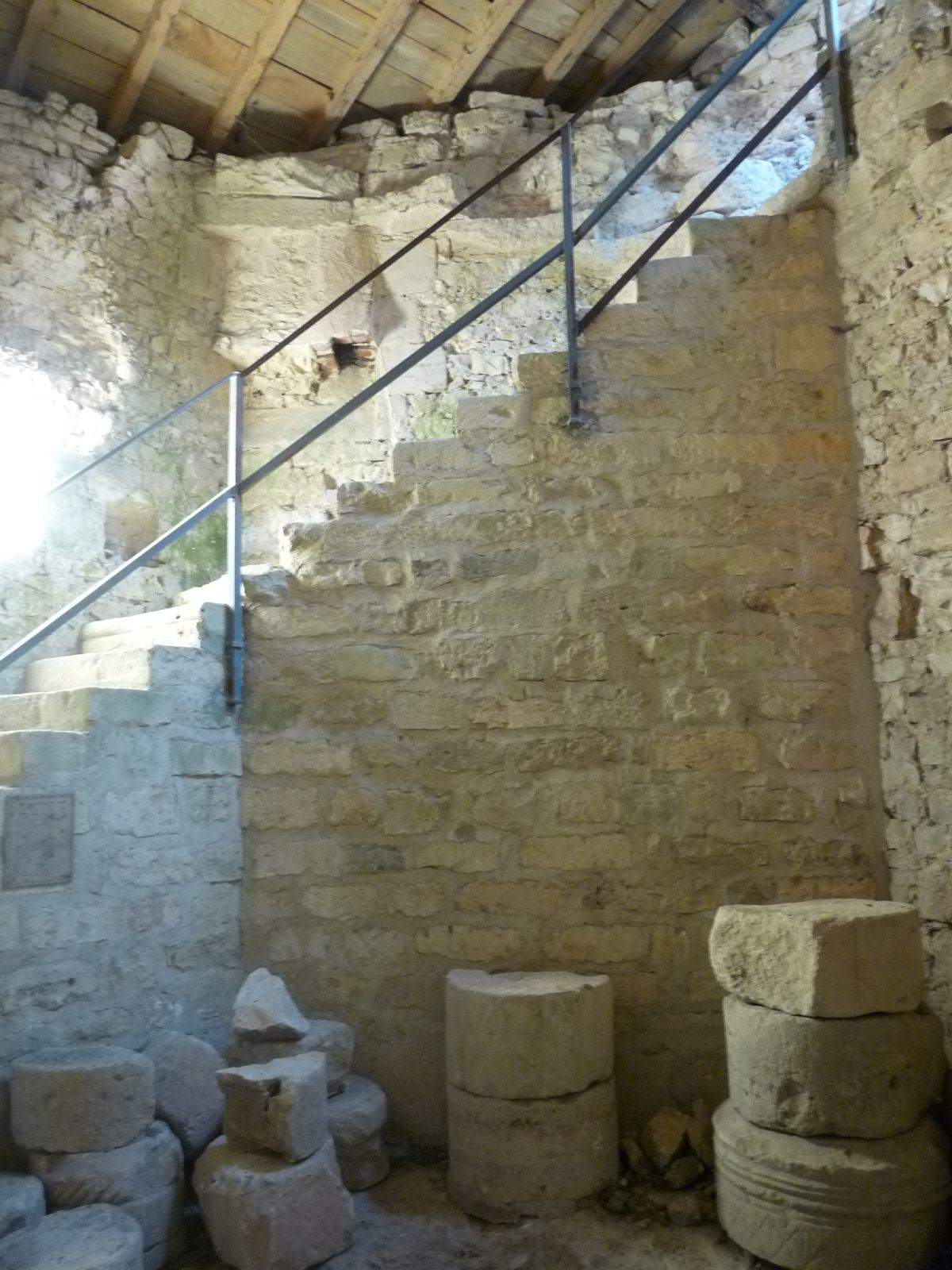
L'intérieur du donjon.
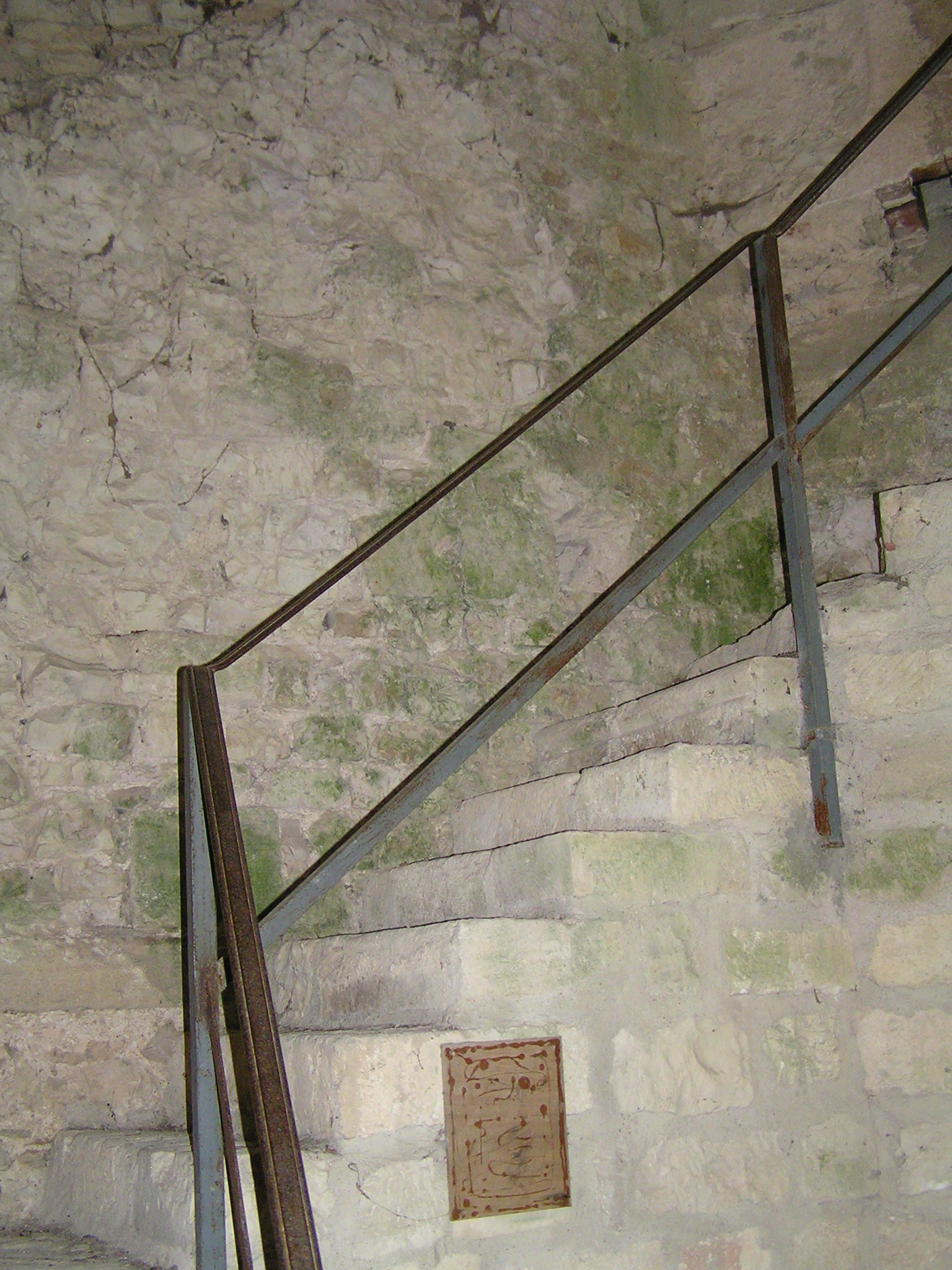
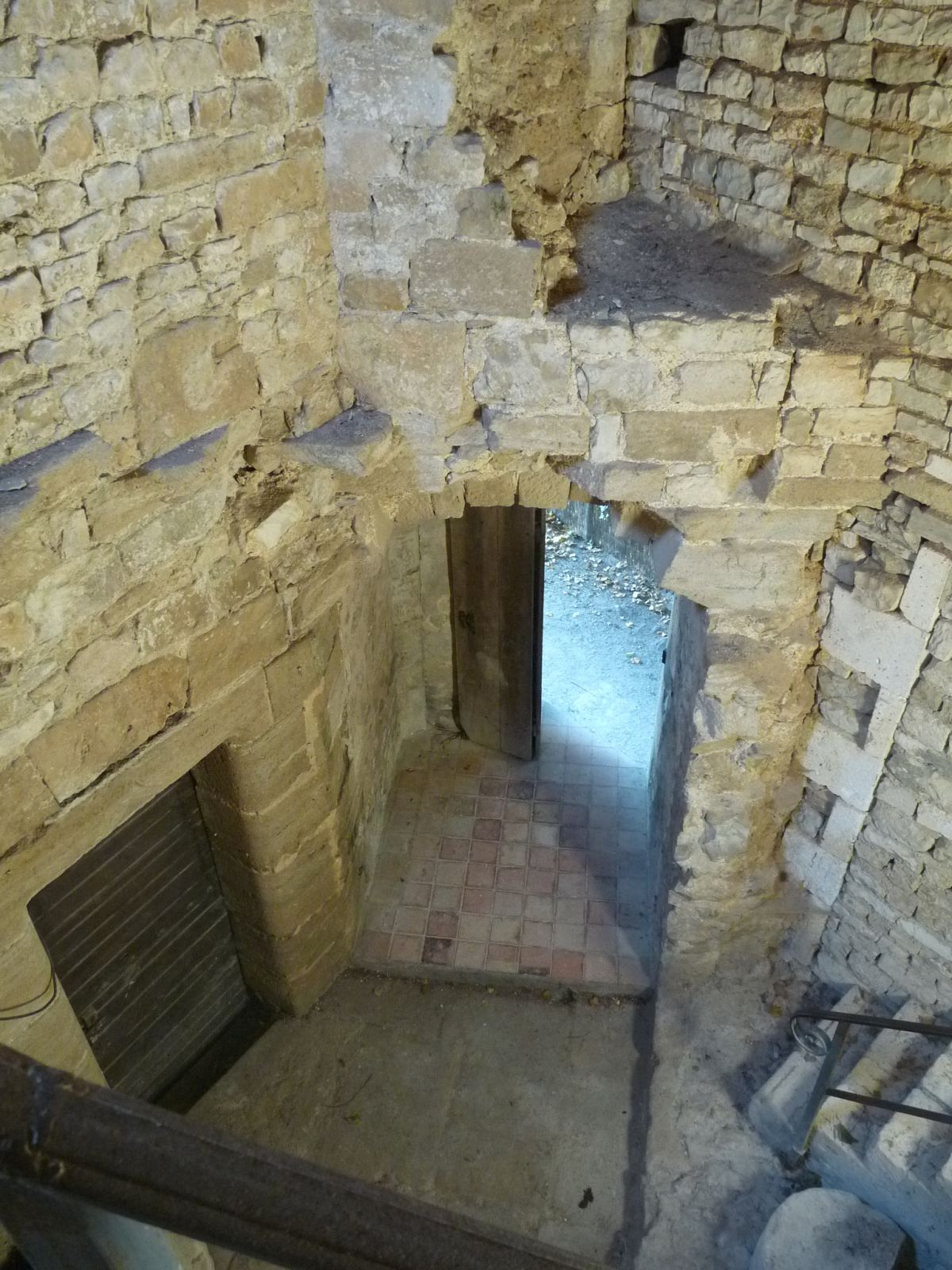